# يوناثان المكابي
يوناثان المكابي (بالعبرية: יונתן אפפוס)، هو زعيم حشموني من يهودا في الفترة 161-143 قبل الميلاد. وهو ابن متتيا الكاهن، وأصغر إخوته الأربعة. وكان قائدا محنكًا، ولعب دورًا خطيرًا في عصيان الحشمونيين اليهود في سوريا.

## زعامته لليهود

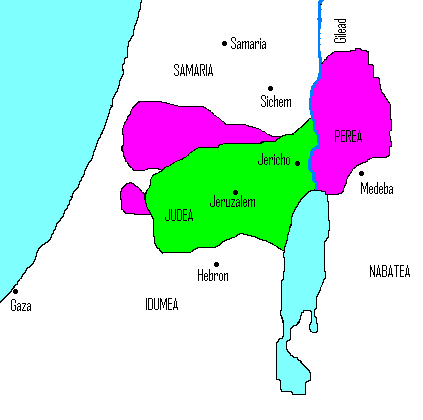
يهودا تحت يوناثان المكابي
الوضع عام 160 ق م

كان يوناثان المكابي أصغر أبناء متتياس الخمسة. وكان والده كاهنًا يُنسب إليه باعتباره الشخصية المؤسسة لتمرد المكابيين ضد أنطيوخوس الرابع من الإمبراطورية السلوقية. ومع ذلك مات ماتياس عام 167 ق م بينما كان التمرد قد بدأ للتو.
أقسم يوناثان المكابي وإخوانه ألعازار أفاران، ويوحنا، ويهوذا المكابي وسمعان المكابي على مواصلة تمرد أبيهم. وسرعان ما أصبح يهوذا المكابي زعيمهم والقائد العسكري للتمرد.
خدم يوناثان تحت قيادة شقيقه، وكانت سمعته في الشجاعة أقل من سمعة يهوذا،. سقط يهوذا في معركة إلسا (161/160 قبل الميلاد) ضد باكيديس في زمن ديميتريوس الأول. وفي نفس الوقت اندلعت مجاعة، واحتاج المتمردون اليهود إلى زعيم جديد وتم اختيار يوناثان.
لاحظ يوناثان أن باكيديس يحاول القبض عليه، فخرج مع أتباعه لمنطقة صحراوية شرق نهر الأردن ، وأسسوا معسكرًا هناك، لكن باكيديس تبعه هناك وتفوق عليهم خلال يوم السبت. وردّ يوناثان بنصب كمين لموكب زفاف خاص بأحد القادة، وقتلوهم حوالي 300 منهم، واستولوا على جميع الكنوز.
التقى يوناثان ورفاقه ضد باكيديس في معركة على نهر الأردن، انهزم اليهود، ولجأوا الفارون إلى السباحة عبر الأردن إلى الضفة الشرقية، وبقي يوناثان وقواته في المستنقع في البلاد شرق الأردن.